# ンジョンベ州
ンジョンベ州（ンジョンベしゅう、スワヒリ語: Mkoa wa Njombe）はタンザニアの州の1つである。2012年3月に設置された。

## 隣接州
- ムベヤ州
- イリンガ州
- モロゴロ州
- ルヴマ州
- マラウイ湖を挟んで 北部州

## 地区
この州は4つの行政地区に分けられる。
| 地区                   | 人口（2012年） |
| ---------------------- | -------------- |
| ルデワ地区             | 13万3218人     |
| マケテ地区             | 9万7266人      |
| ンジョンベ地区         | 30万9797人     |
| ワンギング・オンベ地区 | 16万1816人     |
| 合計                   | 70万2097人     |